# Tharpyna
Genre
Tharpyna est un genre d'araignées aranéomorphes de la famille des Thomisidae.

## Distribution
Les espèces de ce genre se rencontrent en Australie, en Inde et en Indonésie.

## Liste des espèces
Selon World Spider Catalog (version 18.0, 26/02/2017) :
- Tharpyna albosignata L. Koch, 1876
- Tharpyna campestrata L. Koch, 1874
- Tharpyna decorata Karsch, 1878
- Tharpyna diademata L. Koch, 1874
- Tharpyna himachalensis Tikader & Biswas, 1979
- Tharpyna hirsuta L. Koch, 1875
- Tharpyna indica Tikader & Biswas, 1979
- Tharpyna munda L. Koch, 1875
- Tharpyna simpsoni Hickman, 1944
- Tharpyna speciosa Rainbow, 1920
- Tharpyna varica Thorell, 1890
- Tharpyna venusta (L. Koch, 1874)

## Publication originale
- L. Koch, 1874 : Die Arachniden Australiens. Nürnberg, vol. 1, p. 473-576 (texte intégral).